# Henrik Denerin
Henrik Denerin, född 15 oktober 1978 i Tanumshede, är en svensk tonsättare.
Denerin har fått sin musikerutbildning i Los Angeles och på Musikhögskolan i Malmö för professor Luca Francesconi, Rolf Martinsson, Kent Olofsson och andra tonsättare såsom Tristan Murail och Per Nørgård. Han har även studerat för Karlheinz Stockhausen.
Henrik Denerins musik har framförts i hela världen bland annat i Sverige, Italien, Australien, Vietnam och Kina. Denerin är medlem av svenska sektionen av Internationella samfundet för samtida musik (ISSM) och sedan 2011 i Föreningen svenska tonsättare.

## Verkförteckning

### Orkester
- Yin för orkester (2006)
- Alcheringa för stråkorkester (2006/2012)
- Le théâtre du temps för orkester (2011)
- Unhörbares hörbar machen, Part I för orkester (2013)

### Ensemble
- Signal för flöjt, oboe, klarinett, fagott och piano (2005)
- Scritto x1 för klarinett, piano, violin och cello (2007)
- Scritto x2 för ensemble och pianosolo (2007)
- Mnēmoneuein för trio och live-elektronik (2009)
- Im Denken unterwegs ... för 1 kvinnlig flöjtist, 2 kvinnliga pianister, röster och slagverk till text av Johann Wolfgang von Goethe och Friedrich Hölderlin (2013–14)
- Empty Space för kontrabas och slagverk (2014)
- Das Ende eines Wintermärchens för klarinett, piano, slagverk, violin, viola, cello och kontrabas (2014)
- Wir Kinder der Hölle för saxofon, trombon, piano, cello och kontrabas (2014)
- Rhizom för sopransax, flöjt, piano, slagverk och cello (2014)
- Monade – diskontinuierliche Endlichkeit för klarinett, cello och piano (2014/15)
- Seals I för violin solo, engelskt horn, klarinett, piano, sopran och cello (2015)
- Verzeitlichung för klarinett, piano, violin, viola och cello (2015)
- Drifting för flöjt, slagverk och elektronik (2015)

### Solo/duo
- Stadium för klarinett och tape (2005)
- Transformation för flöjt (2005)
- Evolution för piano (2005)
- Vingt-cinq* för viola och elektronik (2006)
- Zeit-raum för piano solo
  - I.”The Time Within” (2009)
  - II. ”Passage-Plateau-with Variation” (2010)
- Garden of Earthly Delights för fyrhändigt piano (2012)
- Breathing för cello solo (2014)
- Land-erosion för piano solo (2014)
- Fluchtlinien för flöjt solo (2015)
- Fluchtlinien-D för flöjt och slagverk (2015)

### Vokalmusik
- Decorated Zither för manskör eller 6 mansröster till text av Li Shangyin (2009)

### Elektroakustisk musik
- Rotations-Shadows (2009)
- Unhörbares hörbar machen, Part II, Hyoshiawazu (2013)
- Bremerhaven-New York (2014)
- Astrocyte (2015)